# بيترس غورملي
بيترس غورملي (بالإنجليزية: Beatrice Gormley)‏ هي كاتبة سير وكاتِبة وكاتبة للأطفال أمريكية، ولدت في 15 أكتوبر 1942 في غلينديل في الولايات المتحدة.